# Rabih Abou-Khalil
Rabih Abou-Khalil (in arabo ربيع أبو خليل‎?; Beirut, 17 agosto 1957) è un musicista e compositore libanese di genere jazz e world music.

## Biografia

### Origini
Rabih Abou-Khalil è cresciuto a Beirut e si è trasferito a Monaco di Baviera, Germania, durante la guerra civile nel 1978. 

### Musica
Fin da ragazzo ha imparato a suonare l'oud, strumento a corde fretless, simile al liuto europeo. Ha studiato al Conservatorio di Beirut con il virtuoso di oud Georges Farah. Dopo essersi trasferito in Germania, ha studiato flauto classico presso l'Accademia di Musica di Monaco di Baviera sotto Walther Theurer.
Ha spesso mescolato musica araba tradizionale con il jazz, il rock e la musica classica, e si è guadagnato fama come "musicista di world music anni prima che la definizione diventasse uno stile riconosciuto". Insieme a Anouar Brahem ha contribuito a mettere in evidenza l'oud come veicolo di "world jazz" eclettico. Il modo di suonare l'oud di Abou-Khalil è stato spesso paragonato alla chitarra jazz: "Abou-Khalil mette più note dell'oud in 10 secondi di quello che la maggior parte dei chitarristi jazz fanno nella durata della loro breve vita commerciale."
La musica di Abou-Khalil utilizza elementi provenienti da tradizioni musicali arabe, insieme a molti riferimenti jazz, rock e classici, in particolare alla scuola di Ornette Coleman e Don Cherry, che aveva pure lui aperto la strada dell'introduzione di nuove influenze globali. Altre influenze comprendono Frank Zappa, Béla Bartók, e musicisti inaspettati come Mighty Sparrow e Lord Kitchener di Trinidad. Elementi di jazz sono presenti nella maggior parte delle sue registrazioni, ad esempio nell'uso del basso pizzicato acustico, in genere suonato da noti musicisti jazz come Steve Swallow e Glen Moore. Al Festival Jazz di Pechino del 2003 si è esibito con grande successo, accompagnato da tuba e clarinetto così come da percussioni, che hanno sempre incontrato il suo favore. Nell'album Em Português (2008) si avvale della collaborazione, alla voce, del fadista Ricardo Ribeiro.

## Vita privata
Vive in parte a Monaco e in parte nel Sud della Francia con sua moglie. La coppia ha due figli.

## Maggiori/recenti collaboratori
- Howard Levy (armonica)
- Glen Velez (tamburi a cornice, percussioni)
- Milton Cardona (conga)
- Sonny Fortune (sassofono contralto)
- Glen Moore (basso)
- Steve Swallow (basso)
- Gabriele Mirabassi (clarinetto)
- Luciano Biondini (fisarmonica)
- Michel Godard (tuba)
- Mark Nauseef (percussioni)
- Gavino Murgia (voce, sassofono tenore)
- Jarrod Cagwin (batteria)
- Selim Kusur (voce, nay)
- Setrak Sarkissian (darabukka)
- Joachim Kühn (piano, sassofono contralto)
- Ramesh Shotham (percussioni indiane)
- Alexander Bălănescu (violino)
- Nabil Khaiat (percussioni)
- Charlie Mariano (sassofono contralto)
- Gevorg Dabagyan (duduk)
- Kenny Wheeler (flicorno)
- ARTE Quartett (quartetto di sassofoni)

## Discografia

### Album
- 1981 - Compositions & Improvisations (MMP)
- 1984 - Bitter Harvest (MMP)
- 1987 - Between Dusk and Dawn (MMP, 1987; Enja Records, 1993)
- 1988 - Nafas (ECM)
- 1988 - Bukra (MMP, 1988; Enja Records, 1994)
- 1990 - Roots & Sprouts (MMP/Enja Records)
- 1990 - Al-Jadida (Enja Records)
- 1992 - Blue Camel (Enja Records)
- 1992 - Tarab (Enja Records, 1992)
- 1994 - The Sultan's Picnic (Enja Records)
- 1996 - Arabian Waltz (Enja Records)
- 1997 - Odd Times (Enja Records)
- 1998 - Yara (Enja Records, 1998)
- 2001 - The Cactus of Knowledge (Enja Records)
- 2002 - Il Sospiro (Enja Records)
- 2003 - Morton's Foot (Enja Records, 2003)
- 2005 - Journey to the Centre of an Egg (Enja Records, 2005)
- 2007 - Songs for Sad Women (Enja Records)
- 2008 - Em Português (Enja Records)
- 2010 - Trouble in Jerusalem (Enja Records)
- 2012 - Hungry People (World Village)

### Raccolte
- 2009 - Selection (Enja Records)

### Presenza in altre compilation
- 1988 - From Stambul to Damascus - Oriental Music Compilation (USF - HRT)

### World Music Orchestra
- 1990 - World Music Orchestra: East West Suite (Granit Records, 1990) live 6 luglio 1990, Town Hall Arkadenhof, Vienna

### Come musicista ospite
- Chris Karrer: Dervish Kish (Schneeball/Indigo, 1990/91)
- Michael Riessler: Heloise (Wergo, 1992)
- Charlie Mariano & Friends: Seventy (veraBra records, 1993)
- Glen Moore: Nude Bass Ascending (Intuition, 1996/97)
- Ramesh Shotam: Madras Special (Permission Music, 2002)

### Altro
- Jakob Wertheim & Rabih Abou-Khalil: KopfKino (cassetta, Ohrbuch-Verlag, 1988)
- The Jazz Club Highlights (DVD, TDK JAZZ CLUB, 1990)
- Rabih Abou-Khalil presents Visions of Music - World Jazz (serie TV, Enja Records, 1999)